# Psalmów-psalm
Psalmów-psalm – poemat Cypriana Kamila Norwida z 1850, będący w zamyśle poety Pieśni społecznej poszytem trzecim.

## O poemacie
Ta ostatnia część Pieśni społecznej powstała w pierwszej połowie 1850 i została wysłana do Poznania, być może wraz z rękopisem Trzech pytań. Poemat miał zostać wydrukowany w katolickim tygodniku Krzyż a Miecz, w którym Norwid ogłosił w pierwszej połowie tego roku kilka swoich drobnych utworów, ten jednak upadł pod koniec czerwca. Być może, że wyszukaniem kolejnego miejsca publikacji zajął się następnie Teofil Lenartowicz, który w sierpniu przynaglał Eustachego Estkowskiego (byłego redaktora Krzyża a Miecza): Proszę cię, pamiętaj o wydrukowaniu Norwida, bo byście mnie skompromitowali, gdyż napisałem mu, że Stefański pewno wydrukuje. Wszystkie te zabiegi nie przyniosły rezultatu i pod koniec września poeta pisał z goryczą do Władysława Bentkowskiego: O «Psalmie-psalmów» nic wiedzieć nie chcę, tak jak o żadnym rękopiśmie moim – nie mam sił bronić ani poprawiać – nie piszę dla rozrywki.
Ostatecznie odrzucony przez wydawców rękopis trafił do Augusta Cieszkowskiego, któremu został zadedykowany. W jego papierach odnalazła go w 1933 Róża Raczyńska. Poemat został opublikowany w 55 numerze Wiadomości Literackich z 24 grudnia 1933 r. przez Stanisława Wasylewskiego. Dalsze losy rękopisu poematu, być może pozostawionego u wydawcy pierwodruku, są zagadkowe. Dopiero w 1964 r. Biblioteka Raczyńskich w Poznaniu zakupiła go do swych zbiorów.
Utwór liczy sobie 278 wersów.

## Treść
I. Długo pieśń nawoływała polskich poetów do naśladowania latyńskich muz. Było tak, jakby pan starego świata, jak słońce, wpadł do oceanu, ale jego blask jeszcze przyćmił wschodzący księżyc. Dlatego było smutno poetom wielu pokoleń, że mami ich blask po zachodzie słońca. Nieraz też Grek z przeszłości wołał, że oni są już tylko upiorami, a cień rzymskiego mówcy przekonywał, że najbardziej nienawidził retorów. I Cezar przeklinał koronowane głowy, bo przecież nie on sobie przybrał tytuł cezara. Tak to jednak bywa, że czasem cień cienia potrafi zabić tłumy żyjących.
II. Wtedy Ten, który jest źródłem miłosierdzia, posłał swoich śpiewaków, by mogli przekonywać, że i tu rodzą się ludzie, że i nasz naród nie jest gorszy od innych, że i w nim zdarzają się cuda.
III. Pierwszym, który dał literaturze polskiej obraz Polki, był Malczewski. Zmarł młodo, ale żadna kobieta nie złożyła kwiatu na jego grobie. Gustaw pojął, że kobieta jest puchem marnym i z pierwszego grobu wszedł w grób ciemnego więzienia, przeklinając kobiece serca i mózgi z kamienia. Za Gustawem przemienionym w Konrada powstał chór śpiewaków i uniosły się chorały nad każdą z polskich ziem. Brakowało jeszcze jednej nuty – prozy i tą przyniósł Maurycy, przeklęty przez lud stolicy, zyskał uznanie po śmierci, gdy z umarłego wydobyto spękane serce.
IV. Potem nastąpił ból i podziemie wygnania, w którym milknie śpiew. Ale się zjawił ten, który hełm nosił Irydionowy i sny miewał nieboskie. Ten smutny śpiewak hełm zamienił na koronę cierniową, a światu plunął, że kłamie.
V. Każda z ziem już ośpiewanaː przez dźwięk szabel Pola, harmonijkę gwiazd Bohdana, pryzmat barw Juliusza. Gdy proza zarumieniona została ogniem podziemnym, a wiosna pieśni przekwita, powinna zawitać pieśń nad pieśniami Salomona.

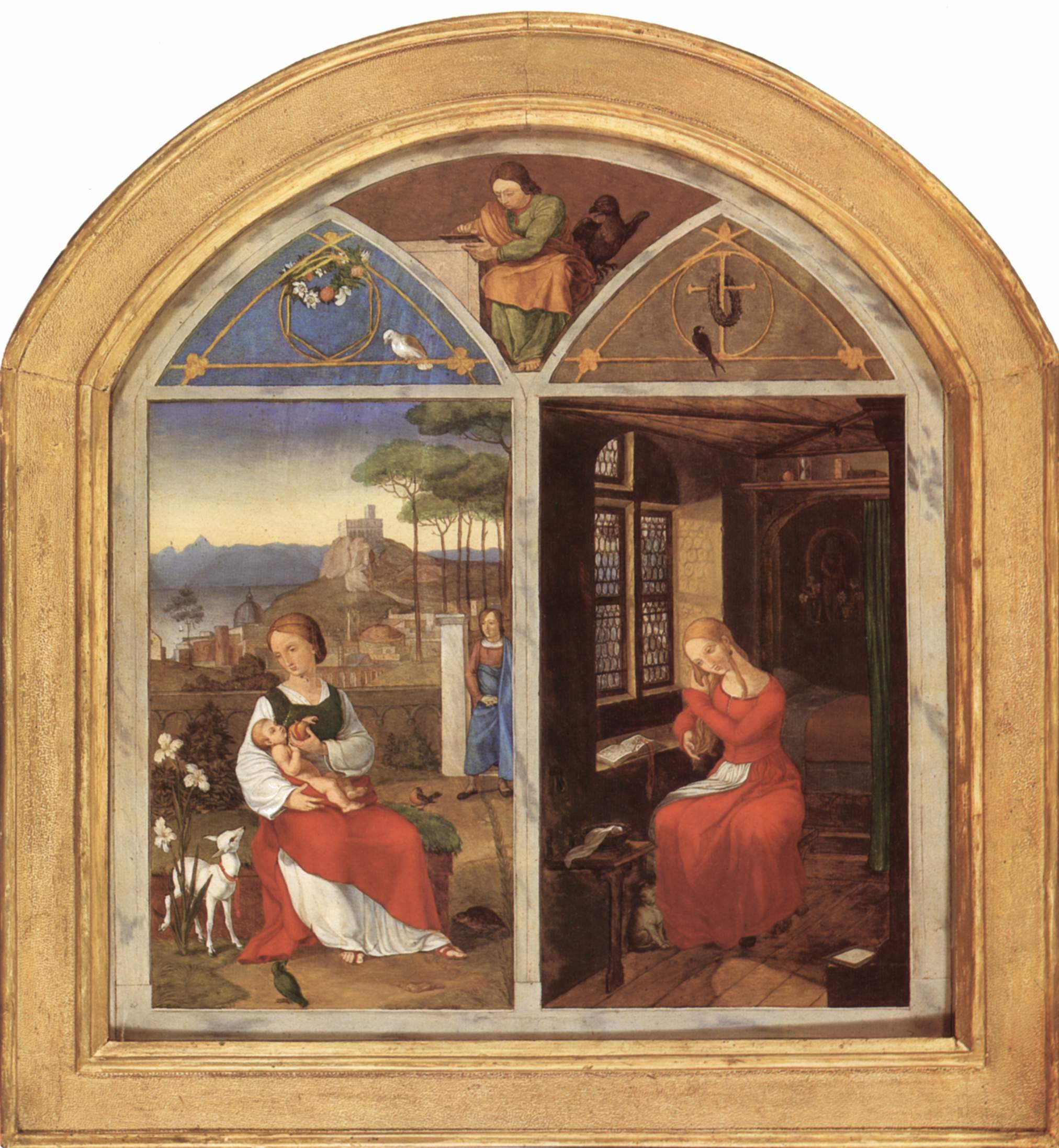
Szulamitka i Maryja. Franz Pforr. 1811.

VI. Pieśń śpiewała przez wieki o tym, że jej Miły karmi ją rubinowym winem zmieszanym z jego krwią. Wszakże miłość Jego jest słodsza niż rubin krwi, ale jaka jest Jego miłość? Wzywa Go więc, by pociągnął miasta wiecznego mury, ducha ludów, dusze, serca i nerwy, bo ona jest czarna, jak kadzielnica ofiarna, opalona ogniem z wierzchu. Miała strzec winnicy jej poleconej, a stała się jak namiot z grubego płótna. Pyta więc Miłego gdzie jest wieków południe, gdzie miejsce spoczynku dla owiec, bo wokół są sami obcy i manowce. Prosi duchy niewieście, by nie budziły Miłego aż sam powstanie. Tymczasem stara się, by poginęły małe lisy, które niszczą wino i krzewy w winnicy. Taką pieśń śpiewała przez wiekiː niechby cienie się rozpłynęły i nastał dzień bez słońca i bez cieni. A głos do niej mówiłː tyś zamkniętym sadem siostro moja. Ona wzywała wiatry południowy i północny, aby rozchodziła się woń. Kiedy ona spała snem widzenia ujrzała Jego przy zaworze bramy, wzywającego ją, by mu otwarła bramę, bo włosy ma skąpane w rosie. Ona jednak już się rozebrała do snu i nie wiedziała jaką założyć szatę i pas, jakimi się skropić wonnościami. A kiedy się zerwała i pobiegła pomostem do bramy, Miłego już nie było. Szukała go po mieście nocą, ale go nie znalazła. Wojsko stróży nocnych pobiło ją i zabrało płaszcz. Teraz prosi dziewice jerozolimskie, by doniosły jej Miłemu, że zachorowała z miłości.
VII. Są tacy, którzy mówią językami ludzkimi i anielskimi, wygłaszają proroctwo, gotowi rozdać swoje majętności, tylko czy dość wszyscy mamy miłości. Tej, co jest cierpliwa, aż nadchodzi czas Bożego sądu; prawie święta w swym zniecierpliwieniu i nieomal budująca w zniszczeniu; co nie zazdrości i nie pyszni się, bo dość ma tego, że nigdy nie ma dość; nie szuka swego, ani cudzego, tylko tego co Boże; co jest surowa i dobrotliwa, nie myśląc złego, sama się nie gniewa; cieszy się tylko prawdą, we wszystko wierzy i wszystko rozgrzesza, bo wszystko cierpi; wszystkiego się spodziewa, czasem drzewa krzyżowego; która choć się gniewać nie chce, iluż gniewa. Tylko w miłości jest odpoczynek i sumienie. Języki zwiną się jak karty książek na sądzie, wiedza jest upiorem życia, proroctwo – widzeniem zaledwie nowej granicy czasów. Wszystko jest prochem na drodze ku Bogu. Tylko miłość pozostanie, jak hełm z brązu wrzucony w ogień z napisemː jesteś. Poeta mówi, że różne o tym śpiewał pieśni od czasów pacholęcych. Gdy czas zmężnieje jego słuchacze przypomną je sobie. Bo zasłaniał wzrok śpiewając, bez laurów, będąc ostatnim z poetów na świecie, który przyszedł nie w swoim czasie.

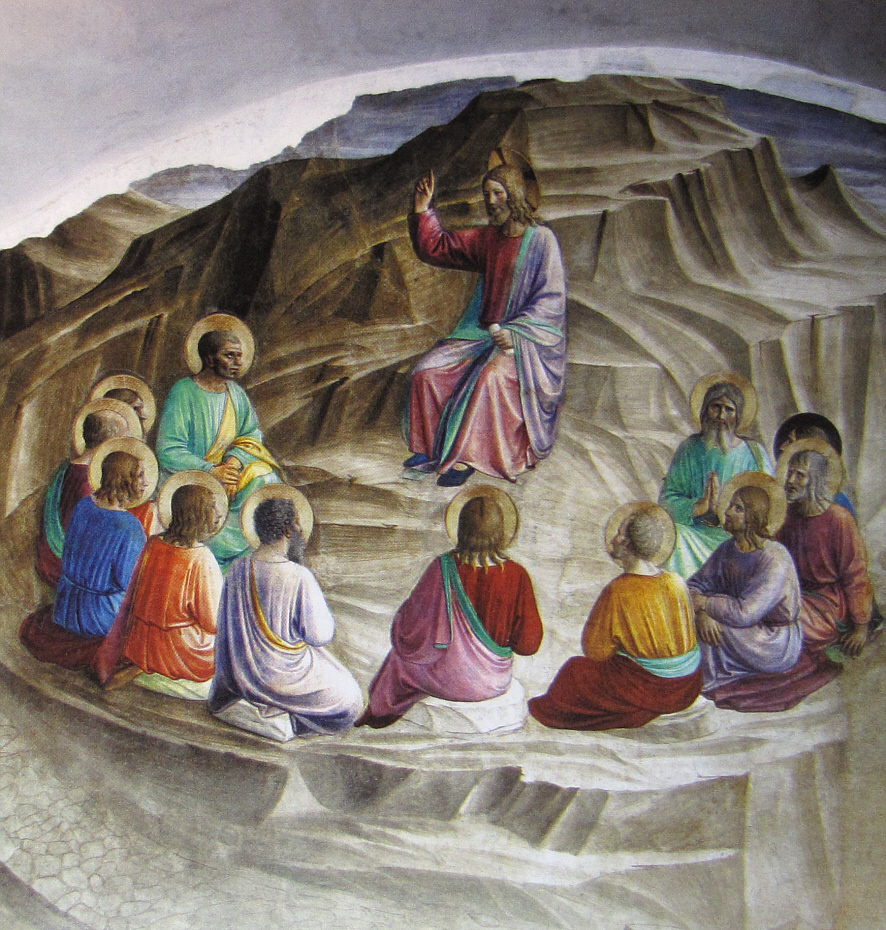
Kazanie na górze. Fra Angelico

VIII. Zanim zostanie wypowiedziane Ojcze nasz w duchu i prawdzie, kością bytu i mieczem musi się stać błogosławieństw siedmiósme. Dobrze jest najpierw ubogim duchem, korzystają już ze żniwa i śpiewają jak ptaki, tym których oblewa pot trawy. Ci którzy tęsknią biedzą się o czasie, smętni, choć im niczego nie staje i oni otrzymają wieczny dar. Cisi są obrazem milczącej ziemi, posiądą ją ćwiczeniem się w pracy około niej. Ci którzy pragną sprawiedliwości, napiją się z dzbana sprawiedliwości, jeśli pragnąc, nie kusili go. Słodziej będzie czyniącym miłosierdzie, bo każdy dobry czyn zmartwychwstanie nimi. Mężowie czystego serca widząc dobrze cel drogi, nie zagubią się wśród trzęsawisk. Ale najlepszy jest udział czyniących pokój, lecz nie sam pokój słów, który jest pokojem śmierci, lecz pokój w słowie słów, o który trzeba walczyć.
IX.  Gdy zostanie wypowiedziane te siedem słów, w wesołej walce od słodyczy piór lekkim stanie się brzemię. W starcu objawi się młodość, w młodzieńcu – powaga, dziewiczy wstyd w mężu, w dziewicy – męska odwaga, bezgrzeszność w płci – ostateczny dar łaski i śmierci zgon.
X. Tymczasem nim się to stanie trzeba włożyć włosiennicę, gdy mówiąː głupstwo czynisz, a ty nie chcesz się spierać, żeś niezrozumiany; kiedy cię ominą i usiądą z dala, powiedzą zacny jakby mówili nic potem, gdy zamiast powiedzieć ciemno pojmujemy mówią niejasno się tłumaczy. Kiedy słabość bierzesz za boleść, mówisz czegoś nie zrobił lub nie wyjawiasz tego co zrobiłeś. Kiedy mówią, że przez ciebie własność naruszona, zarzucają, że przekręcasz wyrazy, żeś beznarodowy, bo rzeczą [poety jest wieczność w Polsce, a jego oponentów Polska w dziejach wiecznego.